# 地獄之刃2：賽奴雅的傳奇
《地獄之刃II：賽奴雅的傳奇》（香港和台湾官方译为，中国大陆官方译为）是由忍者理论工作室开发，Xbox Game Studios发行的的黑暗奇幻风格的动作冒险游戏。是《地狱之刃》的续作。Xbox游戏工作室把它视为一个3A游戏。本作于2024年5月21日登陆Windows及Xbox Series X/S平台，2025年8月12日登陆PlayStation 5平台。

## 簡介
游戏故事基于北欧神话和凯尔特人文化，发生在8世纪晚期。女主角塞娜是一名来自奥克尼的凯尔特女战士，本作的剧情发生在前作《地狱之刃》结局之后不久，在冥界海尔海姆，塞娜打敗了一位神：死神海拉，完成了自我的救贖之旅，精神疾病成为了这位女戰士的力量，她開始學會與之相處，而不再是她的心魔。 然而在她搭乘的冰岛运奴船在风暴中失事，幸存的塞娜踏上了人類的國度米德加德，在维京冰岛的神话折磨中展开了一场残酷的生存之旅。为了拯救那些沦为暴政恐怖受害者的人们，塞娜面临着一场战胜内心和外在邪恶的战斗，面对尸鬼和巨人等传说中的生物，谱写着属于自己的萨迦传说。

## 发售
2019年12月，在游戏大奖现场，本作与Xbox Series X主机一同公布。
2023年6月的Xbox游戏展示会上，Ninja Theory宣布本作将于2024年发售。
2024年1月的Xbox开发者直面会上，Ninja Theory公布了本作的发售日为5月21日，亦宣布游戏的定价为$49.99，且没有实体版，流程长度与前作相似。

## 反响
| 汇总媒体   | 得分                      |
| ---------- | ------------------------- |
| Metacritic | (PC) 81/100 (XSXS) 80/100 |

| 媒体                  | 得分   |
| --------------------- | ------ |
| Digital Trends        | 4/5    |
| Eurogamer             | 5/5    |
| Game Informer         | 9/10   |
| GamesRadar+           | 5/5    |
| GameSpot              | 6/10   |
| HardcoreGamer         | 5/5    |
| IGN                   | 8/10   |
| 新音乐快递            | 3/5    |
| PC Gamer美国          | 58/100 |
| PCGamesN              | 9/10   |
| Shacknews             | 9/10   |
| VG247                 | 3/5    |
| VideoGamer.com        | 9/10   |
| Video Games Chronicle | 3/5    |